# Arènes de Montpellier
Les arènes de Montpellier est un complexe sportif et festif de nature traditionnel aujourd'hui disparu.

## Historique
Dans la deuxième moitié du XIXe siècle et durant tout le XXe siècle, la ville de Montpellier connaît une prospérité économique, démographique et politique et devient petit à petit la plus grande ville du Languedoc. Elle s'impose devant ses deux rivales Nîmes et Béziers comme capitale, ce phénomène provoque un engouement de la part de la population et de la municipalité pour les traditions locales et notamment taurines.
Le Languedoc étant à cheval entre les traditions espagnoles et camarguaises, la tauromachie est très présente, ainsi entre 1838 et 1988 on dénombre au total 26 arènes dans toute la ville de Montpellier.
La première arène documentée de Montpellier fut construite en 1770, au bout de la rue Boussairolles, le matériau principal fut le bois. Cependant il faut attendre la municipalité Granier (1833-1844) pour que la construction de nouvelles arènes soient entreprises.
Entre 1838 et 1900 plus de dix arènes sont construites dont la majorité sur des terrains voués à l'urbanisation future. La première feria de la ville eut lieu en 1838.
Deux arènes peuvent être considérées comme principales. La première est située à l'emplacement du croisement de la rue de Tarragone avec la rue de la Méditerranée et de la rue de Barcelone. Cette arène construite entre 1924 et 1926 pouvait accueillir plus de 3 000 spectateurs, aujourd'hui à son actuel emplacement en face de l'école maternelle Pierre-Claris-de-Florian se trouve un bâtiment de style moderne où loge une annexe du tribunal judiciaire de Montpellier, la « Cité Judiciaire Méditerranée ».
La seconde est située dans un quartier qui y obtiendra son nom grâce à celle-ci, le quartier de Prés d'Arènes au sud de la ville. Elle fut construite au XIXe siècle et fut considérée comme la principale. Elle pouvait accueillir des courses camarguaises et des corridas et pouvait accueillir à peu près 6 000 spectateurs.
La dernière arène non démontable fut détruite en 1968 lors de la construction du centre commercial et du quartier Antigone.
En 1988, le Conseil Général de l'Hérault autorise et installe pendant une fin de semaine une arène démontable située dans les anciens bassins du château d'Ô.